# Castiglione delle Stiviere
Castiglione delle Stiviere (latinsky Castilio de Stiveriis, v mantovském dialektu Castiù) je italské historické město v Lombardii, ležící asi 30 km severovýchodně od Mantovy a 20 km jihovýchodně od Brescie, v blízkosti  jezera Lago di Garda. Je sídlem stejnojmenného okresu v provincii Mantova a součástí mantovské diecéze. Žije zde přibližně 24 tisíc obyvatel.

## Administrativní dělení
Astore (Castiglione delle Stiviere), Gozzolina, Grole, San Vigilio, Bertasetti, Prede, Barche di Castiglione, Pedercini, Fichetto, Santa Maria (Castiglione delle Stiviere).

## Historie
Město je etruského původu, jak potvrdily archeologické nálezy z hrobky z počátku dvacátého století, dříve chybně nazývané „galská hrobka“. Po Etruscích následovali nejprve Cenomanští Galové, po nich Římané a následně v roce 401 našeho letopočtu Vizigóti, kteří zničili většinu stop římské antiky.
Vzhledem ke své geografické poloze byl Castiglione spornou oblastí mezi diecézemi Brescia a Mantova, dokud nedosáhlo v roce 1404 smíru po jednání  mezi vévodkyní Kateřinou Viscontiovou a Francescem Gonzagou. O několik desetiletí později konflikt znovu ožil mezi rodu Gonzagů, Viscontiů a Scaligeri, až v roce 1478 začala autonomní historie léna pod vládou Ferranta (Ferdinanda) Gonzagy. V tomto období se narodil Alois Gonzaga, v roce 1726 prohlášený za svatého a dodnes uctívaný po celém světě jako „svatý patron mládeže“. V roce 1612 Castiglione delle Stiviere získalo titul města.]
Samotné město bylo dějištěm dvou epizod války o španělské dědictví, v roce 1702 a 1706. Během bitvy u Castiglione byl rozsáhlý opevněný hrad zničen francouzskými jednotkami generálů Ludvíka Josefa z Bourbon-Vendôme a Médanu pod velením francouzského krále Ludvíka XIV., jež bojovaly proti rakouskému císařskému vojsku. Kvůli profrancouzské politice svých pánů, obviněných ze zločinu proti říši, bylo knížectví roku 1691 obsazeno císařskými vojsky a po zabavení v roce 1708 fakticky podřízeno autoritě rakouského císaře. Občané Castiglione přísahali v tomto roce absolutní loajalitu císaři Josefu I. Habsburskému.
V roce 1773 se kníže Alois III. Gonzaga zřekl všech suverénních práv ve prospěch Rakouska, také vůči vévodství Solferino a panství Medole: Castiglione proto následně neslo titul „knížectví“ v habsburském panství za císařovny Marie Terezie a císaře Josefa I..
Při prvním Napoleonově italském tažení proti Rakušanům se 5. srpna 1796 se odehrála bitva u Castiglione. Od roku 1815 trvala rakouská nadvláda až do slavné bitvy u Solferina a San Martina roku 1859. Tato druhá italská válka za nezávislost znamenala zásadní etapu v dějinách země a inspirovala mladého Henryho Dunanta k vytvoření jednoho z nejvýznamnějších humanitárních sdružení: Mezinárodního Červeného kříže, potvrzeného v Ženevě.
Na konci druhé italské války za nezávislost se Castiglione stalo součástí provincie Brescia a hlavním městem okresu Castiglione delle Stiviere. V roce 1866, s třetí italskou válkou za nezávislost, bylo to, co zbylo z lombardsko-benátského království, připojeno k Italskému království, včetně provincie Mantova na území zmenšeném v roce 1859. V roce 1868 byl okres Castiglione delle Stiviere vrácen a většina území byla přičleněna k provincii Mantova sjednocené Itálie.

### Vládci Castiglione delle Stiviere
- Alessandro Gonzaga 1415-1466
- Rudolf Gonzaga 1452-1495
- Alois I. Gonzaga 1494-1549

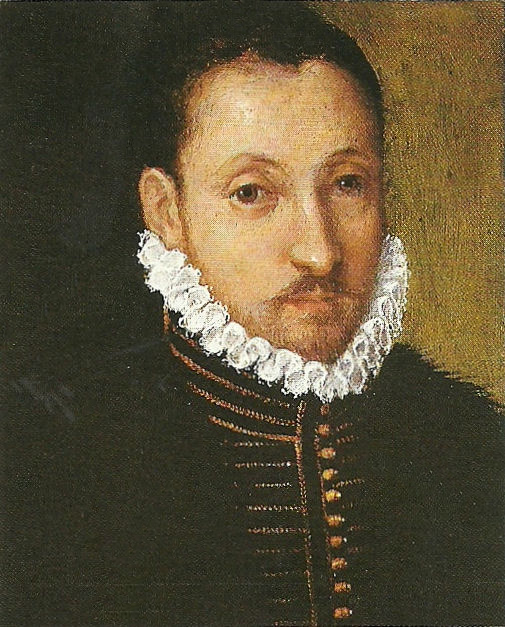
Portrét Ferranta z Gonzagy (1544-1586)

- Ferrante Gonzaga 1544-1586, první markýz (1571)
- Rudolf II. Gonzaga 1569-1593, druhý markýz ze Solferina
- Francesco Giovanni Gonzaga 1577-1616, třetí markýz a princ (1609)
- Alois III. Gonzaga 1611-1636, princ (1629)
- Ferdinand I. Gonzaga 1614-1675
- Carlo Gonzaga 1616-1680, vévoda ze Solferina
- Ludvík II. Gonzaga 1680-1708
- Císař Josef I. Habsburský (1708-1711)
- Císař Karel VI. Habsburský (1711-1740)
  - jeho 1. regent v Castiglione: Filip Hesensko-Darmstadtský (1716-1735)
  - jeho 2. regentː hrabě Carlo Gaetano Stampa (1735-1737)
- Císařovna Marie Terezie (1740-1780) - v roce 1772 Castiglione fakticky ztratilo titul knížectví
- Císař Josef II. (1780-1790)
- Císař Leopold II. Habsbursko-Lotrinský (1790-1792)
- Císař František I. Habsbursko-Lotrinský (1792-1796)

## Ekonomika
Značný ekonomický význam mají pro město přední světové firmy, jako je Golden Lady (spodní prádlo), Nestlé Purina (výživa pro zvířata), Rosa primo infancy (dětské matrace) a potravinářské firmy Barilla, Amica Chips, Pata a Sterilgarda. Kancelář zde provozují Procter & Gamble a továrna na kosmetiku Oyster. Jako kurýři a přepravci zde slouží Bertani a Messaggerie del Garda. Piscine Castiglione vyrábí bazény, ve kterých se plavalo například na olympijských hrách v Pekingu a na mistrovství světa v plavání v Římě roku 2009.
Kromě průmyslového areálu mají velký význam také turistika a služby.

## Pamětihodnosti

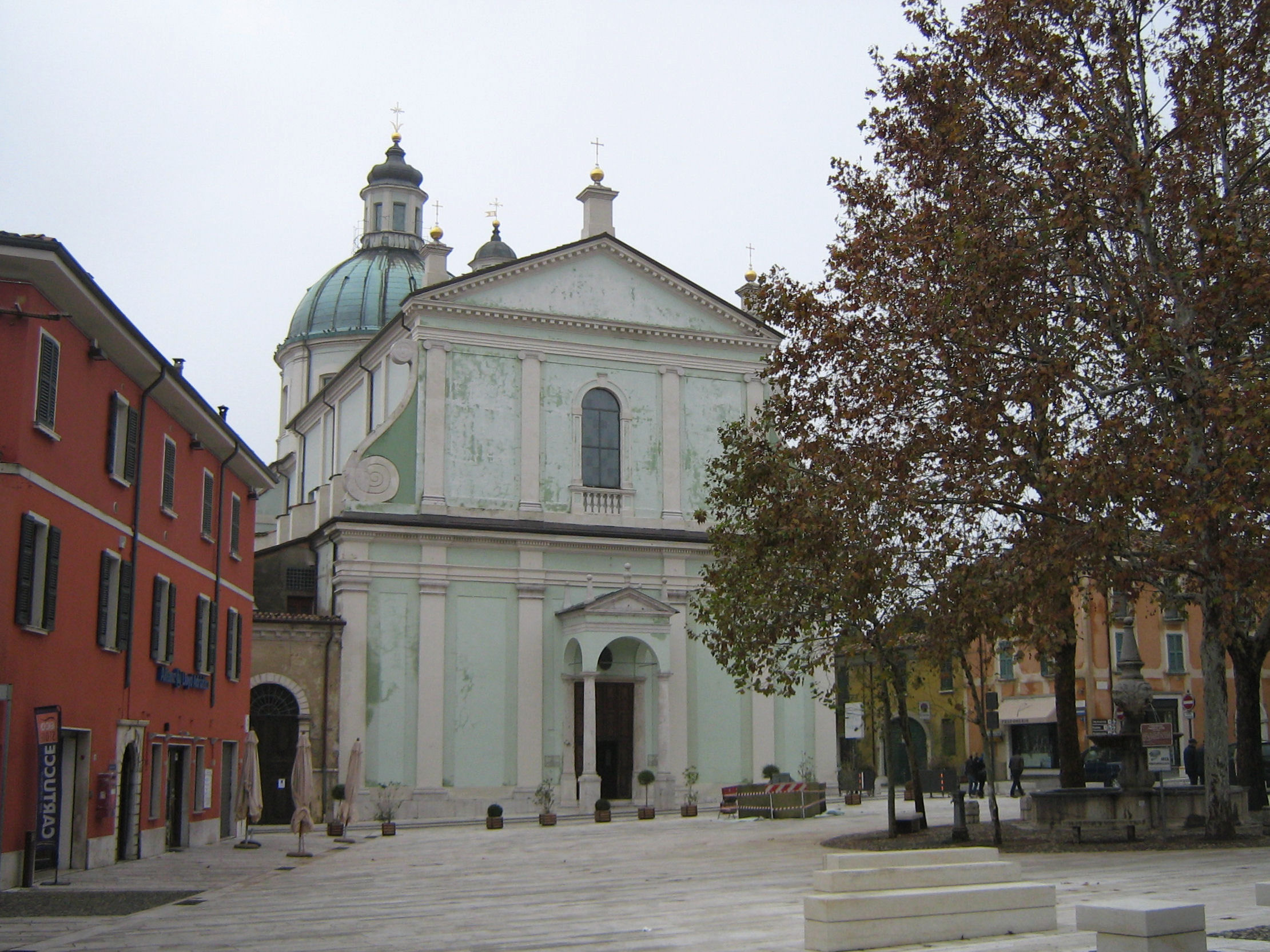
Bazilika sv. Aloise z Gonzagy

- Hrad je středověká pevnost na severu města se vstupní hodinovou věží, v 15. a 16. století rozšířená, při válkách v 18. století pobořená.
- Dóm sv. Nazaria a Celsa, klasicistní stavba ze třetí čtvrtiny 18. století
- Bazilika sv. Aloise z Gonzagy, postavena roku 1608 na objednávku francesca Gonzagy a ke svarořečení Aloise roku 1727 na ni byla vyzdvižena barokní  kupole. Relikviář s lebkou sv. Aloise je vystaven na hlavním oltáři, pod obrazem Sv. Alois v modlitbě před Pannou Marií od  Antonia Balestry z roku 1756, pietu na oltáři  v levé kapli namaloval Guercino.
- Konvent Panny Marie kongregace eremitů - původně předrománská poustevna na místě etruské nekropole, přestavěná v době renesanční na konvent, zrušený roku 1798.
- Kostel Dobré smrti (Chesa della buona morte)
- Paláce šlechtických a patricijských rodin

## Osobnosti
- Alois z Gonzagy (1568–1591), kníže z rodu Gonzagů, jezuita a světec
- Pietro Maletti (1880–1940), generál

## Fotogalerie

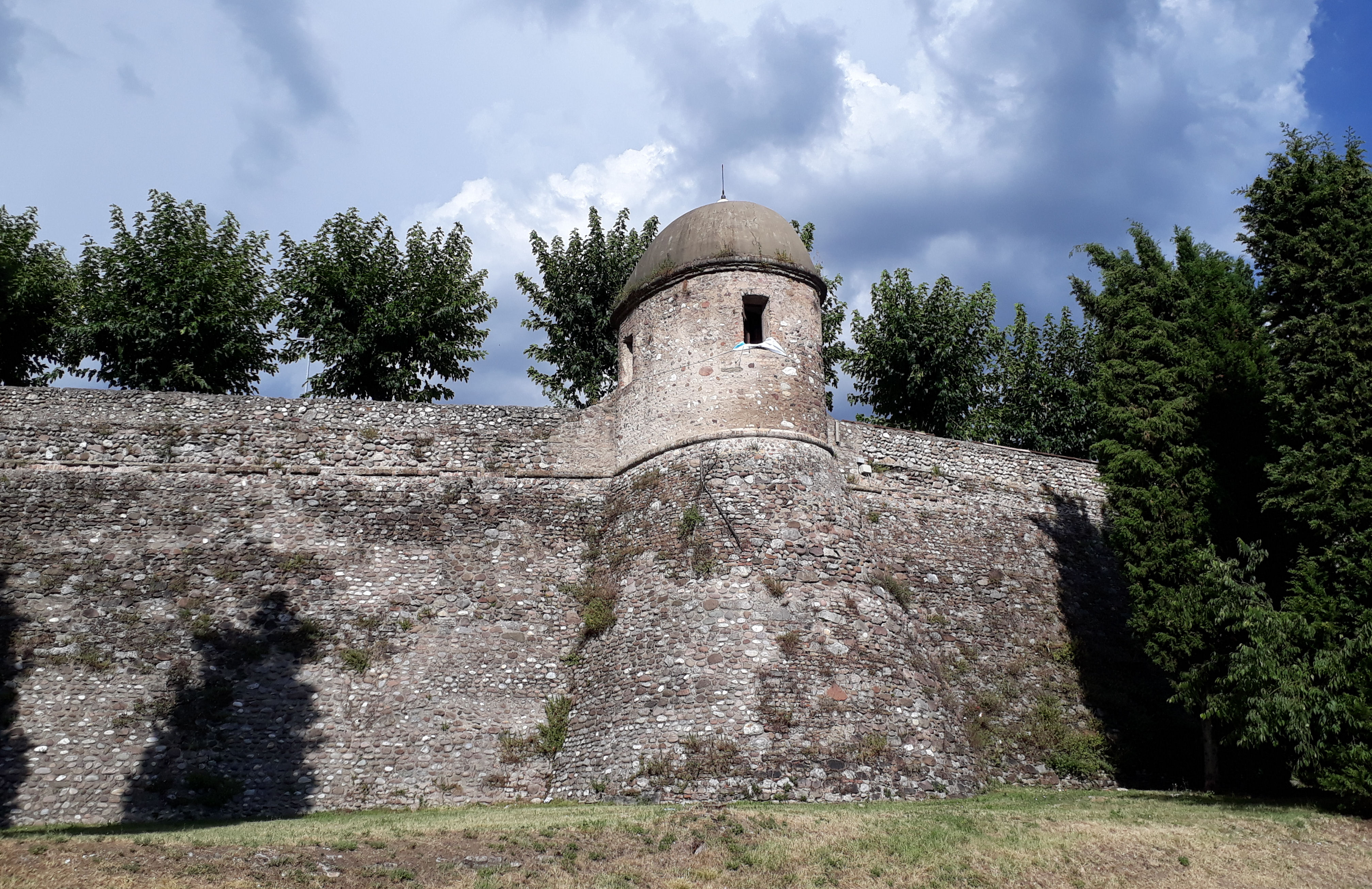
Pevnost
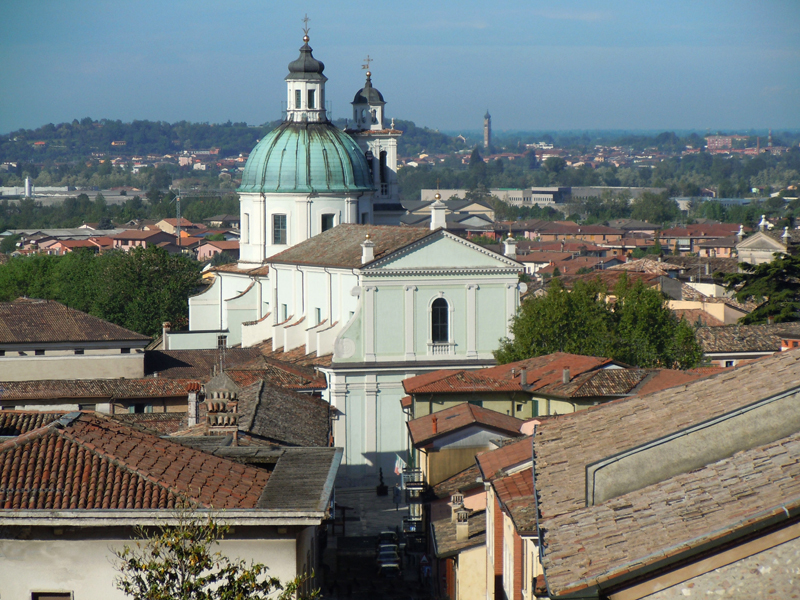
Bazilika sv. Aloise z Gonzagy
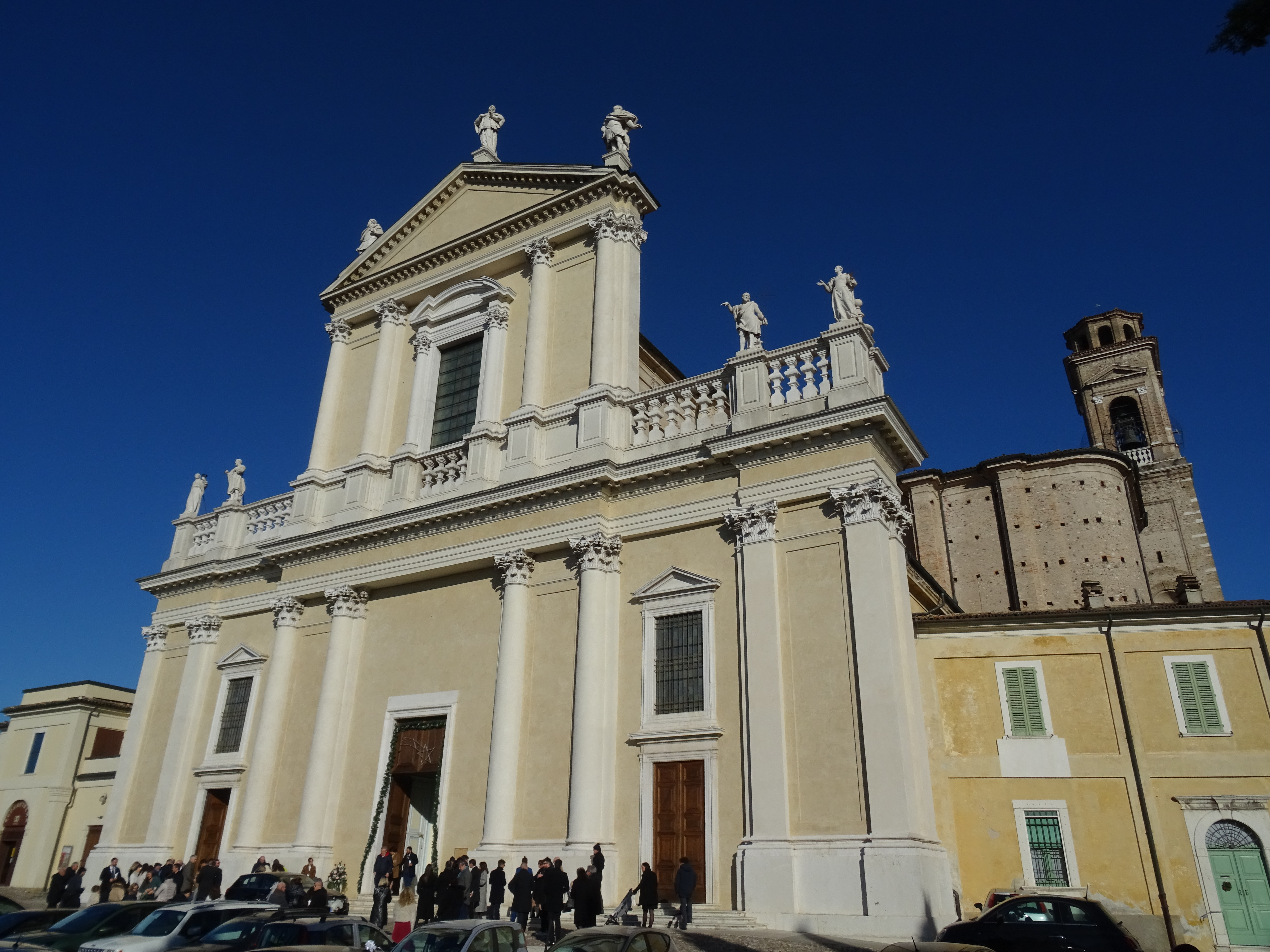
Dóm sv. Nazaria a Celsa
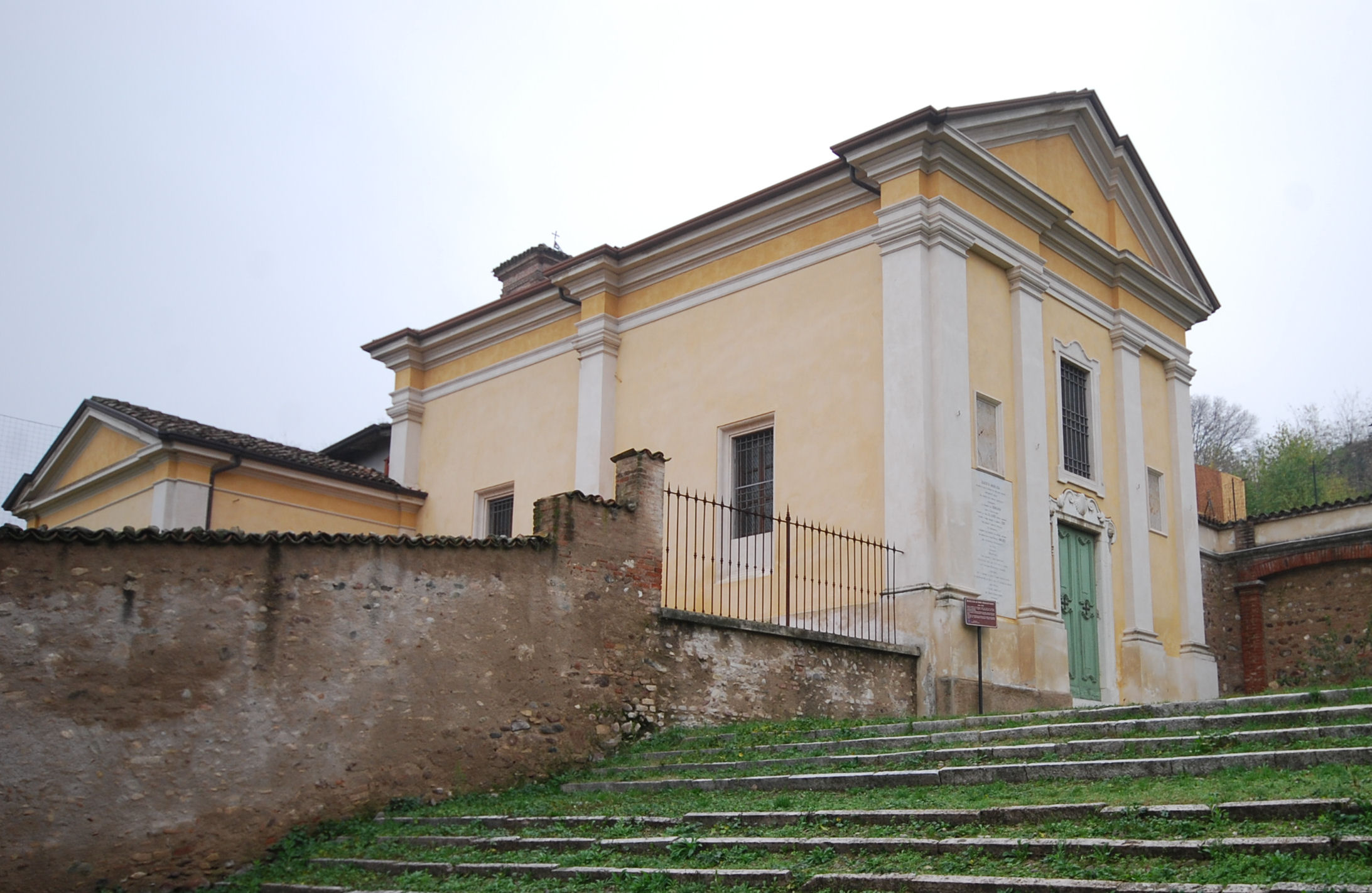
Bazilika sv. Šebestiána
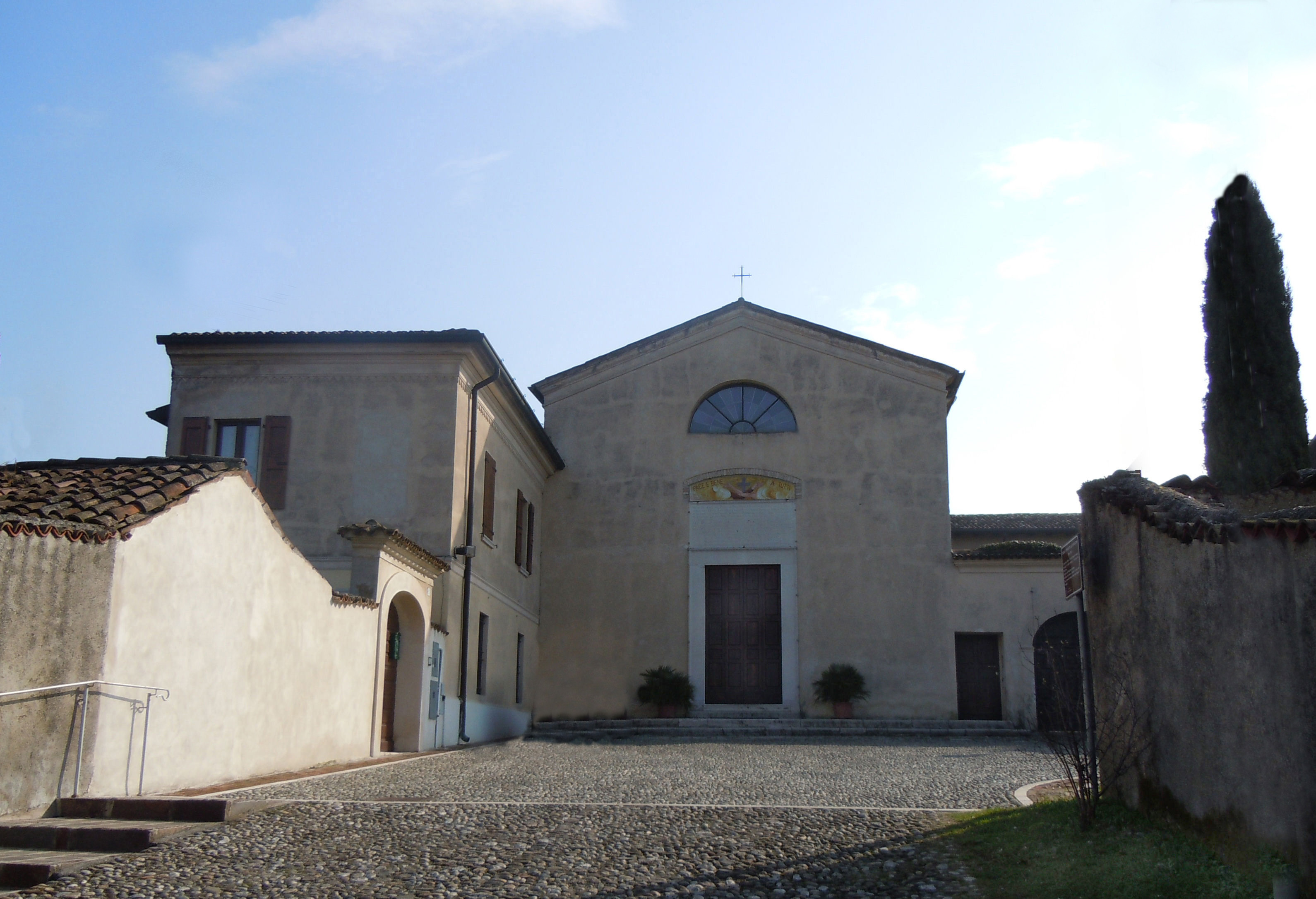
Konvent kapucínů
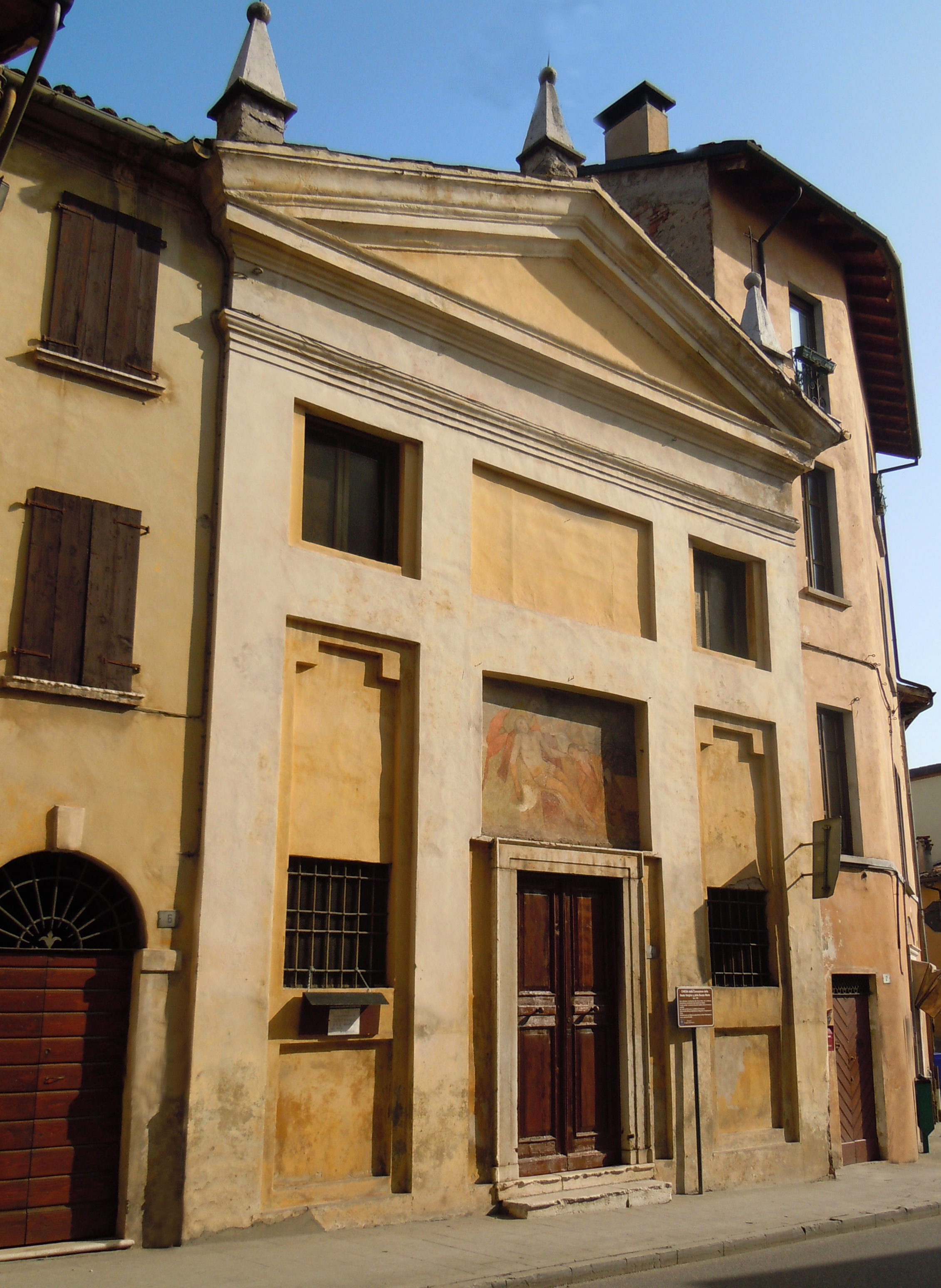
Kostel Dobré smrti
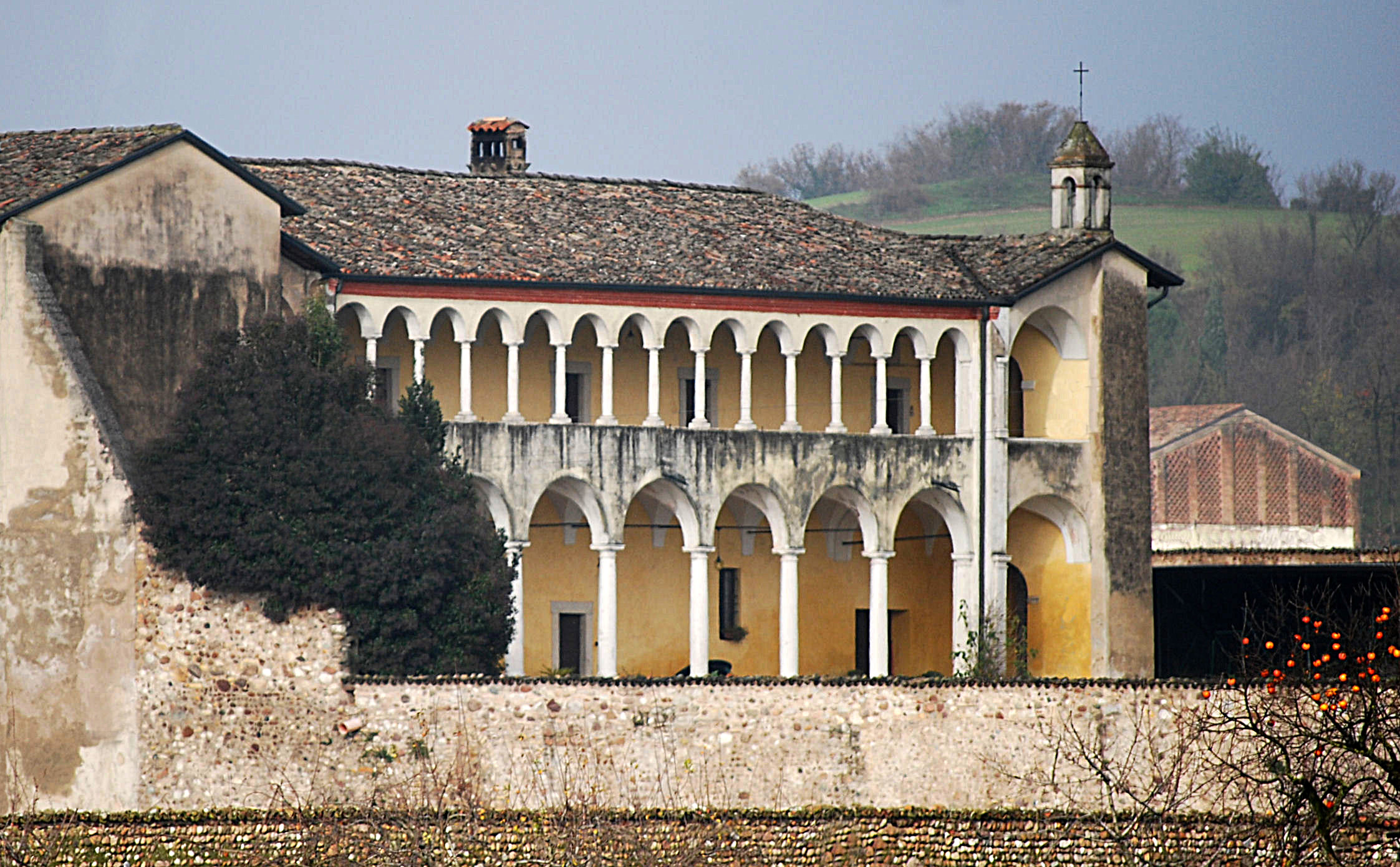
Konvent Panny Marie
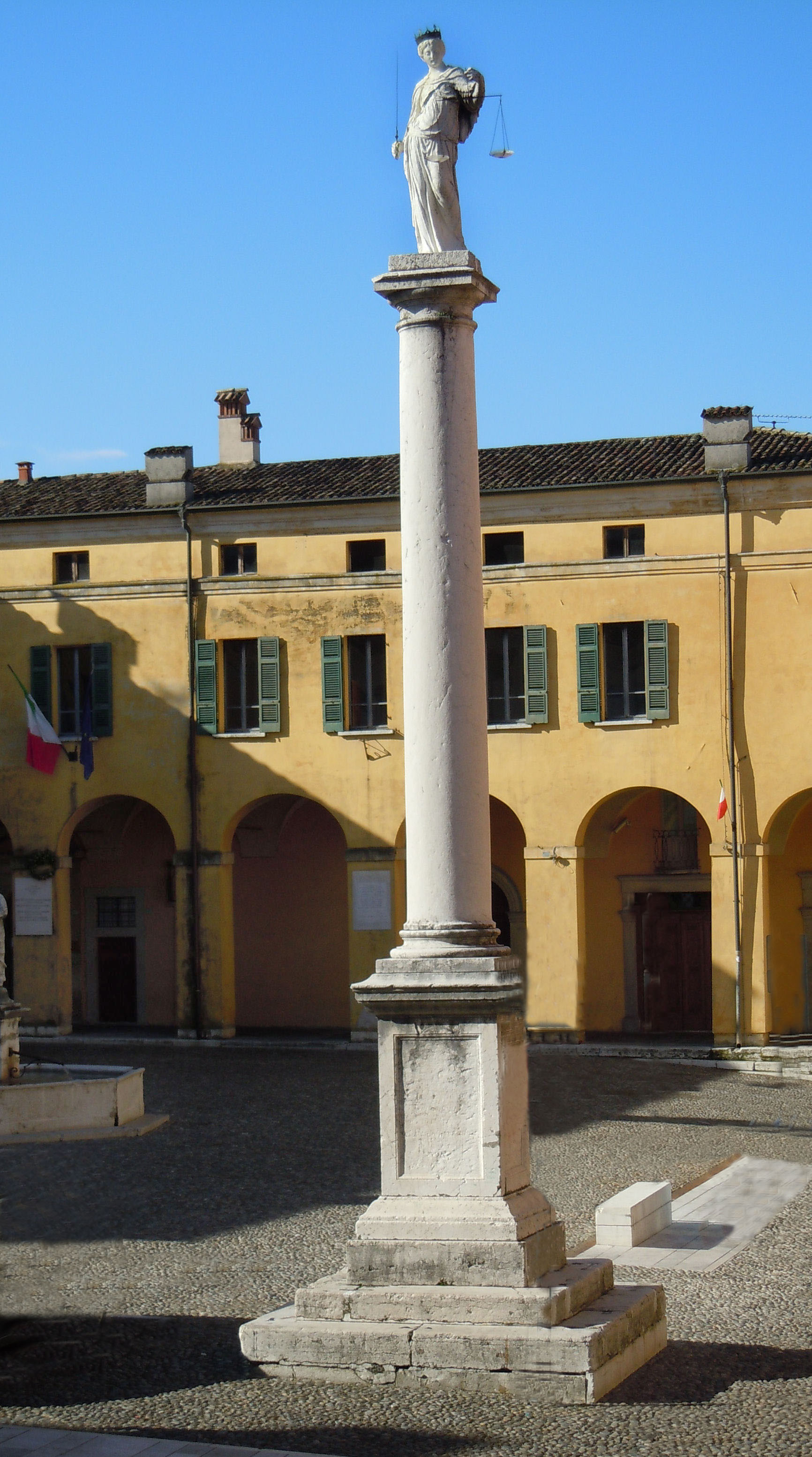
Socha Spravedlnosti
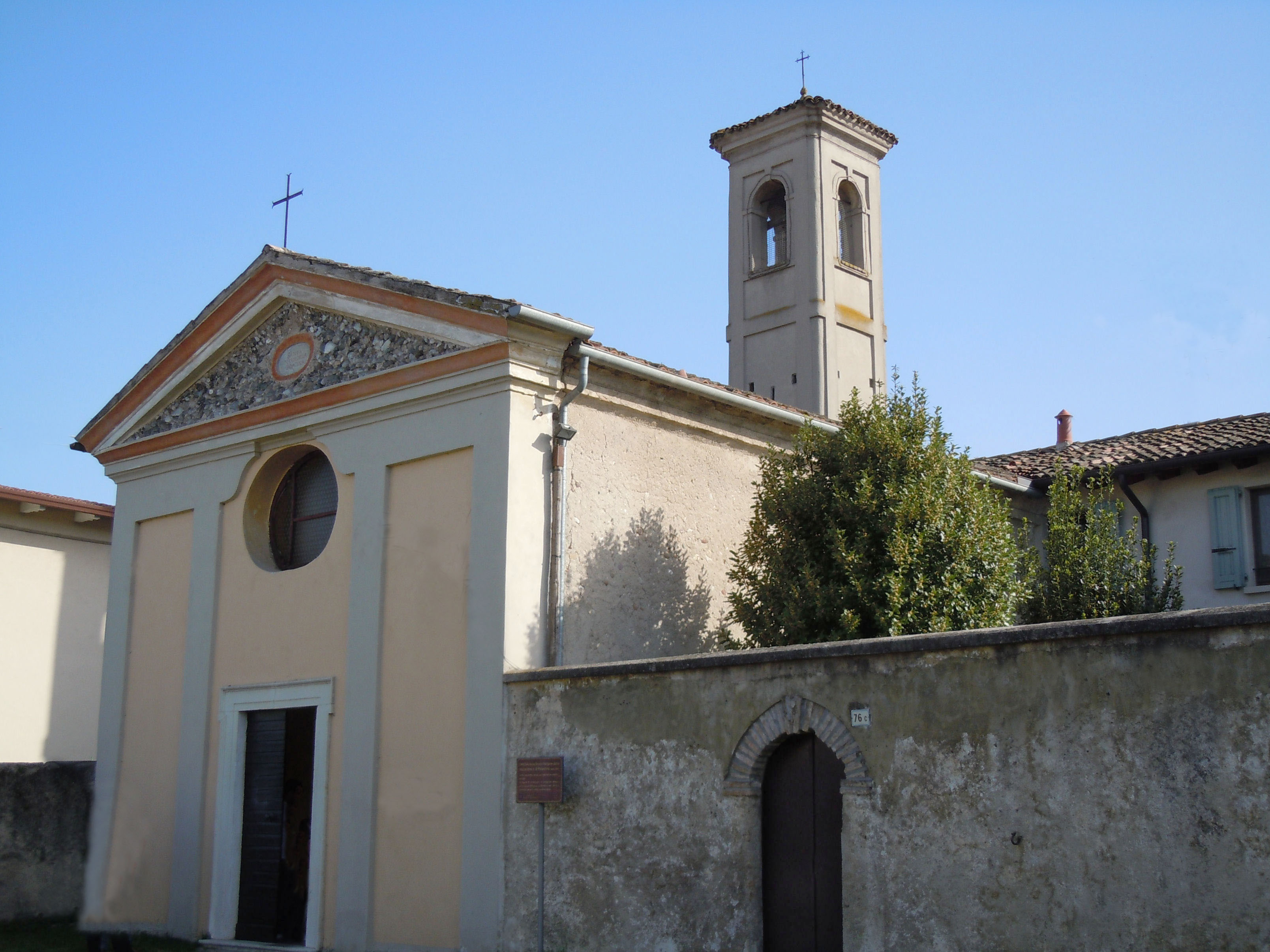
Kostel della Palazzina

## Partnerská města
- Leutkirch im Allgäu, Německo
- Bezzecca, Itálie
- Monteprandone, Itálie
- Barentin, Francie